# Булитко, Виктория Сергеевна
Викто́рия Серге́евна Були́тко (укр. Вікторія Сергіївна Булітко; род. 25 января 1983 года, Запорожье, Украинская ССР, СССР) — украинская актриса телевидения, кино и театра, певица. Лауреат театральной премии «Киевская пектораль» (2011). Бронзовый призёр украинского шоу «Танцы со звёздами» (2019). Участница юмористической группы Дизель-шоу.

## Биография
Родилась 25 января 1983 года в Запорожье в семье педагогов.

#### Образование
Окончила физико-математический класс школы № 23.
В 2000 году поступила на театральное отделение Запорожского национального университета — специальность «актриса театра и кино».

#### Театр
- 2000—2008 гг. — с первого года обучения на театральном отделении начала работать в Запорожском академическом театре молодёжи, сыграла в 10 пьесах.
- 2008 год — переезжает в Киев и начинает активно сниматься в ряде теле- и кинопроектов[6].
- 2008—2016 гг. — служит актрисой в Киевском академическом драматическом театре на Подоле[8]. С 2018 года как приглашённая актриса[9][10].

#### Драматические роли
Несмотря на то, что за свои работы в кино и на телевидении Виктория получает широкую известность и признание как комедийная актриса, именно в Театре на Подоле, благодаря его художественному руководителю Виталию Малахову, ей удаётся проявить себя в драматическом амплуа. Так, в 2010 году ставится спектакль «Прошлым летом в Чулимске» Александра Вампилова, в котором Виктория Булитко не только играет главную роль, но и исполняет песни собственного сочинения. За роль в «Прошлым летом в Чулимске» Виктория получает признание театральных критиков в виде премии «Киевская пектораль» (2012) сразу в двух номинациях: «Лучшая женская роль», «Лучшая музыкальная концепция спектакля».
В 2015 году критики также высоко оценили её игру в роли Вероники в пьесе «Вечно живые» Виктора Розова.

 Булитко для Валентины (прим. «Прошлым летом в Чулимске») сочинила стихи-исповеди, положила на музыку, и когда она поёт их сквозь слёзы, то у вас рвётся сердце. Теперь её Анна во французской весёлой комедии («La bonne Anna») — это бокал шампанского: и смешно, и горько, и в нос шибает.— Заболотная, Валентина Игоревна, театровед

#### Юмор
После окончания университета Виктория с коллегой Ольгой Кияшко создали дуэт «Халва», выступали в городских СТЭМ-фестивалях, принимали участие в Кубке городского головы, ездили на другие КВН-фестивали. Дуэт трижды побеждал на ялтинском фестивале «Золотой кролик» (2005, 2006, 2007).
В 2007 году Виктория принимала участие в шоу «Последний комик» на телеканале ICTV. В 2010 году Виктория и Ольга принимали участие в скетч-шоу «Красотки» Нового канала.
В 2011 Виктория была приглашена как поющая актриса в команду КВН «Девчонки из Житомира». На юбилейном фестивале «Голосящий КиВиН-2011» в Юрмале команда была награждена «Большим КиВиНом в тёмном». Там, можно считать, состоялся первый музыкальный дуэт с Мариной Поплавской, где они исполнили ставшую знаменитой песню «Зона, Шенгенская зона». А после продолжили совместное творчество в «Дизель-студио».

#### Дизель-студио
С 2015 года работает с «Dizel Studio». Участвует в проектах студии: «Дизель-шоу», «На троих», «Выжить любой ценой», «Папаньки» и «Dizel-night».
В 2019 году в финале шоу Танцы со звёздами (Украина) получила третье место.

## Творчество

### Фильмография
— главная роль
| Фильмография | Фильмография | Фильмография           | Фильмография       | Фильмография                    | Фильмография         |
| год          |              | название               | роль               | примечание                      |                      |
| ------------ | ------------ | ---------------------- | ------------------ | ------------------------------- | -------------------- |
| 2020         | ситком       | Выжить любой ценой     | Вика               | 2 сезон ...                     |                      |
| 2020-2021    | сериал       | Папаньки               | Ольга              | 2—3 сезон ...                   |                      |
| 2019         | ситком       | Выжить любой ценой     | Вика               | 1 сезон ...                     |                      |
| 2018-2021    | скетч        | На троих-VI-XII        | актриса            | 6—12 сезон ...                  |                      |
| 2017         | скетч        | На троих-IV,V          | актриса            | 4—5 сезон ...                   | [ 19 ]               |
| 2016         | скетч        | На троих-II,III        | актриса            | 2—3 сезон ...                   | [ 20 ] [ 21 ] [ 22 ] |
| 2015         | скетч        | На троих               | актриса            | ...                             | [ 23 ]               |
| 2015         | фильм        | Лучшая партия          | сержант            | ...                             | [ 24 ] [ 25 ]        |
| 2015         | сериал       | Гречанка               | Юля                | ...                             | [ 26 ] [ 27 ]        |
| 2015         | сериал       | Прокуроры              | Лариса             | серия «Аффект» ...              |                      |
| 2015         | фильм        | Черный цветок          | Мария              | ...                             |                      |
| 2015         | сериал       | Центральная Больница   | Ася                | ...                             |                      |
| 2015         | скетч        | Онлайн 4               | актриса            | ...                             |                      |
| 2015         | фильм        | Два плюс два           | Лена               | ...                             |                      |
| 2015         | фильм        | Плохая соседка         | Лора               | ...                             |                      |
| 2015         | сериал       | Следователи            | Татьяна Рымарь     | ...                             |                      |
| 2015         | сериал       | Пес                    | Мочалка            | серия «Месть» ...               |                      |
| 2015         | сериал       | Это любовь 2           | Наташа             | ...                             |                      |
| 2015         | сериал       | Забыть и вспомнить     | официантка         | ...                             |                      |
| 2015         | сериал       | Маслюки                | жена олигарха      | ...                             |                      |
| 2014         | фильм        | Ищу жену с ребёнком    | Катя               | ...                             |                      |
| 2014         | скетч        | Онлайн 2, 3            | актриса            | ...                             |                      |
| 2014         | фильм        | Алмазный крест         | Оля                | ...                             |                      |
| 2013         | сериал       | Дамочки рулят          | мама Настя         | ...                             | [ 28 ]               |
| 2013         | фильм        | Одинокие сердца        | Евгения            | ...                             |                      |
| 2013         | сериал       | Женский доктор         | Виктория Ратушная  | ...                             |                      |
| 2013         | скетч        | Oнлайн 1               | актриса            | ...                             |                      |
| 2013         | сериал       | Возвращение Мухтара-2  | Людмила Олеговна   | ...                             |                      |
| 2013         | фильм        | Осенняя мелодия любви  | Катя               | ...                             |                      |
| 2012         | скетч        | Дневник беременной     | Елена              | ...                             | [ 29 ] [ 30 ]        |
| 2012         | сериал       | Байки Митяя            | Татьяна Руденко    | 15,18,19 серии ...              |                      |
| 2012         | сериал       | Кузница звезд 3        | ведущая МТV        | 16 серия ...                    |                      |
| 2012         | скетч        | Три сестры 4—6 сезоны  | Шатенка            | ...                             | [ 31 ] [ 32 ]        |
| 2012         | ситком       | Мир Сони               | Надя               | 21 серия ...                    |                      |
| 2011         | ситком       | Такси                  | Женя               | 2 сезон, 5 серия ...            |                      |
| 2011         | скетч        | Три сестры 1—3 сезоны  | Шатенка            | ...                             | [ 33 ]               |
| 2010         | сериал       | Маршрут милосердия     | Галя               | 71 серия ...                    |                      |
| 2010         | сериал       | Красотки               | актриса            | ...                             | [ 34 ] [ 35 ]        |
| 2010         | сериал       | По-закону              | Марина Цехмейструк | серия «Гостиница смерти» ...    |                      |
| 2010         | сериал       | Возвращение Мухтара-2  | Полина Соснина     | 6 сезон, 79 серия ...           |                      |
| 2009         | сериал       | Возвращение Мухтара-2  | Лена Барсукова     | 5 сезон, 70 серия ...           |                      |
| 2009         | фильм        | Побег из «Новой жизни» | пациентка Наташа   | ...                             |                      |
| 2009         | сериал       | Чужие ошибки           | Алла Пуговкина     | серия «Без головы от любви» ... |                      |
| 2008         | сериал       | Веселые улыбки         | Любочка            | ...                             | [ 36 ]               |
| кино карьера |              |                        |                    |                                 |                      |

### Телевизионная карьера
| Телепроекты           | Телепроекты | Телепроекты                                | Телепроекты            | Телепроекты                                    | Телепроекты          |
| год                   |             | название                                   | роль                   | примечание                                     |                      |
| --------------------- | ----------- | ------------------------------------------ | ---------------------- | ---------------------------------------------- | -------------------- |
| 2021                  | тв-шоу      | Dizel Night                                | актриса                |                                                |                      |
| 2018—2021             | тв-шоу      | Дизель-шоу                                 | актриса                | ...                                            | [ 37 ]               |
| 2018                  | тв-шоу      | СуперИнтуиция                              | участница              | Сезон 4. ...                                   |                      |
| 2018                  | тв-шоу      | Кто сверху? (укр. «Хто зверху?»)           | участница              | Сезон 7. ...                                   |                      |
| 2017                  | тв-шоу      | Дизель-шоу                                 | актриса                | ...                                            |                      |
| 2017                  | талант-шоу  | Комик на миллион                           | приглашённая звезда    | ...                                            | [ 38 ]               |
| 2017                  | тв-шоу      | СуперИнтуиция                              | участница              | Выпуск 5. Сезон 3. ...                         | [ 39 ]               |
| 2016                  | тв-шоу      | Дизель-шоу                                 | актриса                | ...                                            | [ 40 ] [ 41 ]        |
| 2016                  | тв-шоу      | Кто сверху? (укр. «Хто зверху?»)           | участница              | Випуск 2. Сезон 5. ...                         | [ 42 ] [ 43 ]        |
| 2016                  | тв-шоу      | Добрый вечер на «Интере»                   | участница              | ...                                            | [ 44 ] [ 45 ]        |
| 2016                  | новости     | Dizel-Утро                                 | ведущая                | ...                                            | [ 46 ] [ 47 ]        |
| 2015                  | тв-шоу      | Дизель-шоу                                 | актриса                | ...                                            | [ 48 ] [ 49 ] [ 50 ] |
| 2013                  | тв-шоу      | Супергерои                                 | актриса                | ...                                            |                      |
| 2013                  | тв-шоу      | Звезданутые                                | актриса                | ...                                            |                      |
| 2012                  | тв-шоу      | Добрый вечер                               | актриса                | ...                                            |                      |
| 2012                  | квн         | КВН высшая лига «Кубок президента Украины» | «Девчонки из Житомира» | ...                                            |                      |
| 2012-2011             | квн         | КВН фестиваль в Юрмале «Голосящий КиВиН»   | «Девчонки из Житомира» | ...                                            |                      |
| 2011                  | тв-шоу      | Большая разница по-украински               | актриса                | 15, 19, 21 выпуски ...                         |                      |
| 2009                  | тв-шоу      | Анекдоты по-украински                      | рассказчик анекдотов   | ...                                            |                      |
| 2008                  | тв-шоу      | Смех без правил                            | дуэт «Халва» участница | ...                                            |                      |
| 2007                  | стендап     | Женский stand-up COMEDY «Бигуди шоу»       | дуэт «Халва»           | ...                                            |                      |
| 2007                  | квн         | КВН гала-концерт в Сочи 2007               | команда «4ый этаж»     | ...                                            |                      |
| 2007                  | тв-шоу      | Последний комик                            | участница              | финалистка, 3 место ...                        | [ 51 ]               |
| 2006                  | тв-шоу      | Ялта-Москва-Транзит                        | ведущая                | ...                                            |                      |
| 2006-2005             | тв-шоу      | Международный фестиваль эстрадных искусств | дуэт «Халва»           | «Приз обаяние», 1 место «Разговорный жанр» ... | [ 52 ] [ 53 ]        |
| телевизионная карьера |             |                                            |                        |                                                |                      |

### Театр
| Театр на Подоле (2008—2016 гг., 2018, 2022 год) |                              |                    |
| спектакль                                       | роль                         | режиссёр           |
| Вечно живые                                     | Вероника Богданова (главная) | Виталий Малахов    |
| Прошлым летом в Чулимске                        | Валентина (главная)          | Виталий Малахов    |
| La Bonne Anna, или Как сохранить семью          | Анна (главная)               | Игорь Славинский   |
| На дне                                          | Настя                        | Виталий Малахов    |
| Вернисаж на Андреевском                         | Анна                         | Виталий Малахов    |
| Откуда берутся дети                             | Жанна                        | Виталий Малахов    |
| Шесть Чёрных свечей                             | Вэнди                        | Виталий Малахов    |
| Опера Мафиозо                                   | Оливия                       | Виталий Малахов    |
| Люксембургский сад                              | Шансонье                     | Игорь Славинский   |
| Мёртвые души                                    | Манилова Лиза                | Игорь Славинский   |
| Игры Олигархов                                  | Рекламщица                   | Виталий Малахов    |
| Предчувствие Мины Мазайло                       | Таня Алмазова                | Виталий Малахов    |
| Записки юного врача                             | Дочь                         | Виталий Малахов    |
|                                                 |                              |                    |
| Запорожский театр молодёжи (2000—2008 гг.)      |                              |                    |
| спектакль                                       | роль                         | режиссёр           |
| Ложь на длинных ногах                           | Ольга Чиголелла              | Геннадий Фортус    |
| Доходное место                                  | Стеша                        | Виталий Денисенко  |
| Хрустальное сердце                              | Нитонисёнка                  | Инна Яновская      |
| Месье Амилькар                                  | Вирджиния                    | Геннадий Фортус    |
| Теремок                                         | Мышка                        | Владимир Голяк     |
| Безымянная звезда                               | Ученица                      | Виталий Денисенко  |
| Три поросёнка                                   | Ниф-ниф                      | Анатолий Тихомиров |
| Приключения в стране МДД                        | Бандитка                     | Геннадий Фортус    |

### Музыкальная деятельность
- Вокалистка группы «БУЛИТКА», автор всех песен (текстов и музыки)
- Автор многих композиций для различных ТВ-проектов (ICTV, СТБ, К1, и т. д.)

## Интересные факты
- В 2012 получила стипендию мэра г. Киева для одарённой молодёжи[61].
- Виктория была признана открытием киевского театрального сезона 2011—2012[62].

## Награды и достижения
- 2019 — Финалистка «Танцев со звездами» с Дмитрием Дикусаром. Заняла 3 место. На проекте пара обрела титул «народная любовь»[63].
- 2013 — Лауреат украинской премии «Человек года» (2012) в категории «Новая генерация года»[64].
- 2012 — Фестиваль «Добрый Театр» .
«Лучшая женская роль» за роль Валентины в спектакле «Прошлым летом в Чулимске» по пьесе А. Вампилова[65][66].
- 2012 — Лауреат театрального голосования «Верю!». 
«Лучшее исполнение женской роли» за роль Валентины в спектакле «Прошлым летом в Чулимске» художественный руководитель Виталий Малахов[67].
- 2012 — Лауреат ХХ юбилейной театральной премии «Киевская пектораль». 
«За лучшую музыкальную концепцию» Виктория Булитко и Иван Небесный спектакль «Прошлым летом в Чулимске» по пьесе А. Вампилова[68][69][70].
- 2012 — Лауреат ХХ юбилейной театральной премии «Киевская пектораль». 
«За лучшее исполнение женской роли» Виктория Булитко за роль Валентины в спектакле «Прошлым летом в Чулимске» по пьесе А. Вампилова. Академический драматический театр на Подоле, г. Киев художественный руководитель, заслуженный артист Украины, лауреат национальной премии им. Тараса Шевченко Виталий Малахов[71][72][73][74][75].
- 2011 — Фестиваль «Голосящий КиВиН 2011» Латвия, Юрмала. 
«Большой КиВиН в тёмном» в составе команды «Девчонки из Житомира»[18].
- 2009 — Театральная премия «Бронек—2009» в номинации «Надежда искусства»[76].